# Max Webster (album)
Max Webster è un album in studio dei Max Webster. Si tratta del loro esordio.
Nel 1979 l'album fu certificato disco d'oro dalla Canadian Recording Industry Association.

## Tracce
1. Hangover – 4:36
2. Here Among the Cats – 3:07
3. Blowing the Blues Away – 5:02
4. Summer Turning Blues – 3:05
5. Toronto Tontos – 3:40
6. Coming Off the Moon – 3:38
7. Only Your Nose Knows – 4:16
8. Summer's Up – 7:11

## Formazione
- Kim Mitchell – voce, chitarra
- Terry Watkinson – tastiera
- Mike Tilka – basso
- Paul Kersey – batteria